# Christopher (Illinois)
Pour les articles homonymes, voir Christopher (homonymie).
Christopher est une ville de l'Illinois, dans le Comté de Franklin.

## Personnalités
- John Malkovich, acteur, réalisateur, producteur
- Doug Collins, ancien joueur et coach de la NBA
- Gene Rayburn, présentateur de télévision et animateur radio